# Sviní hora (berg i Tjeckien)
Sviní hora är ett berg i Tjeckien. Det ligger i den östra delen av landet, 170 km öster om huvudstaden Prag. Toppen på Sviní hora är 1 074 meter över havet.
Terrängen runt Sviní hora är huvudsakligen kuperad.Runt Sviní hora är det ganska tätbefolkat, med 62 invånare per kvadratkilometer. Närmaste större samhälle är Šumperk, 18,7 km söder om Sviní hora. I omgivningarna runt Sviní hora växer i huvudsak blandskog.